# 重建清真寺記
『重建清真寺記』は、開封のユダヤ人が弘治2年（1489年）に開封のユダヤ人や開封のシナゴーグについての歴史を記した碑文。現在は開封博物館に所蔵されている。

## 概要
碑文によると、開封のユダヤ人は天竺（インド）を経由して、南宋の隆興元年（1163年）に李、俺、艾、高、穆、趙、金、周、張、石、黃、李、聶、金、張、左、白などの七十姓ほどが、西洋の布を皇帝に献上した。その際、帝（原文には記されていないが孝宗の時代）に「先祖の教えを保ったまま中国に帰化しなさい」と言われたため、列微（レビ）が清真寺を建造したという。